# Augusto Magne
Augusto Magne (Mende, 3 de março de 1887 - Rio de Janeiro, 21 de julho de 1966) foi um jesuíta, filólogo, romanista, lusitanista e medievalista brasileiro de origem francesa. Figura fundamental para o ensino do latim no Brasil, suas obras abrangem tanto questões eruditas, como estudos filológicos do português antigo, quanto antologias e gramáticas da língua latina voltadas ao ensino da disciplina no Brasil, quando ainda era obrigatória nas escolas.

## Vida
Augusto Magne foi membro da Academia Brasileira de Filologia. Recebeu, no ano de 1951, o Prêmio Machado de Assis. A PUC-RJ batizou um de seus núcleos de pesquisa em homenagem a Magne: trata-se do Núcleo de Estudos Portuguesas Padre Augusto Magne (NEPPAM). Ademais, há uma escola com seu nome no Rio de Janeiro.

## Realizações
A contribuição mais importante de Augusto Magne para a filologia românica foi a edição, em língua portuguesa, do manuscrito que ele descobrira durante sua estada em Viena, A demanda do santo graal, retirado ao Ciclo da Vulgata. Ademais, Magne tinha domínio de diversas línguas, modernas e antigas. Entre elas, destacam-se o português, o francês, o grego, o alemão, o inglês, o italiano, o espanhol, os dialetos provençais, o romeno, além, é claro, do latim.

## Obras
- Grammatica latina, Rio de Janeiro, 1919, 1930
- A demanda do santo graal, 3 tomos, Rio de Janeiro, 1944
- A Demanda do santo Graal. Reprodução fac-similar e transcrição crítica do códice 2594 da Biblioteca Nacional de Viena, 2 tomos, Rio de Janeiro 1955–1970
- Curso Ginasial de Latim, com os seguintes volumes:
  - Primeira Gramática para as quatro séries, São Paulo, 1949

- - Exercícios graduados para as quatro séries, São Paulo, 1946

- - Antologia da primeira série, São Paulo, 1947 
  - Antologia da segunda série, São Paulo, 1947 
  - Antologia da terceira série, São Paulo, 1945 
  - Antologia da quarta série, São Paulo, 1947
- Curso Colegial de Latim, São Paulo, 1946
- (Org.) Boosco deleitoso. Edição do texto de 1515, com introdução, anotações e glossário. I. Texto crítico, Rio de Janeiro, 1950
- Dicionário da língua portuguesa especialmente dos períodos medieval e clássico, A–AL, 2 tomos., Rio de Janeiro 1950–1954
- Dicionário etimológico da Língua latina. Famílias de palavras e derivaçóes vernáculas. Tomo 1, (A-CR), Rio 1952–1961
- O Mais antigo documento da língua francesa. Os Juramentos de Estrasburgo, Rio de Janeiro 1955
- (Org.) Ludolf von Sachsen/Ludolfo Cartusiano, O Livro de Vita Christi em linguagem portuguesa. Volume I. Edicão fac-similar e crítica do incunábulo de 1495 cotejado com os apógrafos, Rio de Janeiro 1957